# مارک بلاگ
مارک بلاگ (۱۹۲۷–۲۰۱۱)، اقتصاددان هلندی که در سال ۱۹۸۲ به تابعیت انگلستان درآمده، استاد دانشگاه لندن بود که در تاریخ عقاید اقتصادی برای اولین بار اقدام به استخراج هندسی تابع تقاضای مصرف‌کننده از طریق مفهوم برابری مطلوبیت نهایی کالا با مضرب قیمت کالا و مطلوبیت نهایی پول نمود، که از آموزه‌های آلفرد مارشال در تحلیل تقاضای مصرف‌کننده در عقایدش بوده‌است.

## افتخارات
- در سال ۱۹۸۴ عضو افتخاری آکادمی هنر و علوم سلطنتی هلند (KNAW) شد.
- در سال ۱۹۸۸ به عنوان عضو برجسته انجمن تاریخ اقتصاد انتخاب شد.
- در سال ۱۹۸۹ عضو منتخب آکادمی بریتانیا شد.[۲]

## فهرست منابع
1. ↑  کتاب تاریخ عقاید اقتصادی، فریدون تفضلی
2. ↑  ویکی‌پدیای انگلیسی